# Donald Peterson
Donald Herod Peterson (Winona, 22 ottobre 1933 – Webster, 27 maggio 2018) è stato un ingegnere e astronauta statunitense. Ha partecipato alla missione spaziale Shuttle STS-6 come specialista di missione.

## Formazione
Concluse la sua istruzione secondaria presso la Winona City High School. Il titolo di bachelor gli venne conferito nel 1955 dall'Accademia militare degli Stati Uniti di West Point a New York, seguito nel 1962 dal master  in ingegneria nucleare conseguito presso l'Air Force Institute of Technology della Wright-Patterson Air Force Base in Ohio.

## Prima della NASA
Conclusi gli studi a West Point venne assegnato per quattro anni al comando di addestramento aereo (Air Training Command) nel ruolo di istruttore di volo ed ufficiale per addestramento militare. Successivamente passò tre anni presso il comando per sistemi dell'aeronautica militare (Air Force Systems Command) nel ruolo di analista per sistemi nucleari seguiti da un anno presso il comando di tattica aerea (Tactical Air Command) nel ruolo di pilota per aerei da combattimento. Durante quest'anno svolse tre mesi di addestramento di armamento da combattimento.
Concluse una formazione di specializzazione presso la scuola di piloti da ricerca aerospaziale (Aerospace Research Pilot School) dell'Edwards Air Force Base in California. Fu uno dei quattro astronauti del terzo gruppo scelti dall'aeronautica militare americana per il programma del Manned Orbiting Laboratory (MOL).
Ha raggiunto più di 5.300 ore di volo di cui oltre 5.000 ore su aerei jet.

## Carriera alla NASA
Peterson passò alla NASA a settembre del 1969 in seguito alla conclusione del programma MOL. Fece parte dell'equipaggio di supporto per la missione dell'Apollo 16 assumendo fra l'altro il ruolo di Capcom.
Peterson si congedò dall'aeronautica militare americana con il grado di colonnello dopo aver effettuato oltre 24 anni di servizio attivo. Rimase comunque alla NASA come collaboratore civile. Rientrarono nelle sue responsabilità il supporto nel campo dell'ingegneria, l'interscambio tra macchina e uomo e particolarmente lo sviluppo di tecniche di sicurezza e di salvataggio dell'equipaggio.
Peterson fu specialista di missione del volo STS-6, lanciato dal Kennedy Space Center in Florida il 4 aprile 1983. Dell'equipaggio di questa missione fecero inoltre parte il comandante Paul Weitz, il pilota Karol Bobko ed il secondo specialista di missione, il dott. Story Musgrave.
Si trattò della prima missione eseguita con l'orbiter Challenger. Durante questa missione vennero eseguiti molteplici esperimenti, particolarmente confrontanto dei processi materiali, di reazione della luce, posizionando con successo il satellite artificiale IUS/TDRS-A in un'orbita equatoriale. Peterson e Musgrave condussero delle spettacolari attività extraveicolari durante le quali vennero testati numerosi sistemi di supporto e di equipaggiamento per future passeggiate spaziali particolarmente la neosviluppata tuta spaziale, la Shuttle airlock. Lo Shuttle trasportava pure tre "Getaway Specials." La missione ebbe una durata totale di 120 ore prima che il 9 aprile 1983 il Challenger atterrò sulla pista dell'Edwards Air Force Base in California. Con la conclusione di questa missione Don Peterson raggiunse un totale di 120 ore di volo nello spazio di cui 4 ore e 15 minuti di attività extraveicolare.

## Dopo la NASA
Peterson si ritirò dal servizio presso l'ufficio degli astronauti a novembre del 1984. Da tale data lavora come consulente nel campo per operazioni aerospaziali equipaggiate. È decorato di onorificenze nazionali sia nel campo militare che in campo civile. Peterson era vedovo, padre di tre figli e nonno di quattro nipoti. Ha lasciato un figlio maschio, Don, due figlie, Jean e Shari e un fratello, Gil. Sua moglie di 60 anni, Bonnie Ruth Love, lo ha preceduto nella morte nel 2017.